# Ōinomikado Morotsune
Ōinomikado Morotsune (大炊御門師経, [[[1175]] -1259] Erro: {{japonês}}: texto da transliteração contém caractere não latino (pos 18) (ajuda), também conhecido como Ōimikado Morotsune ou Fujiwara no Morotsune) foi um nobre do final do período Heian e início do período Kamakura da história do Japão.

## Vida
Morotsune foi o segundo filho de Fujiwara no Tsunemune e irmão mais novo de Fujiwara no Yorizane, quando Tsunemune morreu  Yorizane o adotou como filho. Foi o 4º líder do ramo Ōinomikado do clã Fujiwara.
Em sua carreira política ocupou cargos nos reinados dos seguintes imperadores: Toba, Tsuchimikado, Juntoku, Chukyo, Go-Horikawa, Shijo, Go-Saga e Go-Fukakusa.
Em 1186 entrou na corte como Moço de câmara. Em 1202  foi designado para o Konoefu (Quartel da Guarda do Palácio).

Em 1208 foi nomeado Chūnagon e em 1219 foi promovido a Dainagon. Em 1222 no reinado de Go-Horikawa torna-se Naidaijin ao substituir Saionji Kintsune quando este se tornou Daijō Daijin. E em 1225 é promovido a Udaijin, cargo em que permanece até 1256 quando se aposenta dos cargos políticos e se torna um monge budista. Morotsune morre em 1259 aos 84 anos de idade.
 